# Unterwalden (Podhajczyki)
Unterwalden (ukr. Унтервальден) – obecnie część wsi Podhajczyki (ukr. Підгайчики) na Ukrainie w rejonie lwowskim (wcześniej w rejonie złoczowskim) obwodu lwowskiego.

## Historia
Pod koniec XIX w. wieś w powiecie przemyślańskim przy drodze Lwów – Złoczów.
Do 1939 kolonia niemiecka. Dane z 1900: 81 domów; 516 mieszkańców w tym 266 mężczyzn i 250 kobiet. Religia: 16 katolików, 33 grekokatolików, 63 żydów, 404  ewangelików. Pod względem języka używanego przez mieszkańców w domu: 466 niemiecki, 31 ukraiński, 19 polski.